# بالیو-له-فیم
بالیو-له-فیم (به فرانسوی: Baslieux-lès-Fismes) یک کمون (فرانسه) در فرانسه است که در canton of Fismes واقع شده‌است. بالیو-له-فیم ۵٫۶۲ کیلومتر مربع مساحت دارد ۸۰ متر بالاتر از سطح دریا واقع شده‌است.